# Janiralata microphthalma
Janiralata microphthalma är en kräftdjursart som beskrevs av Oleg Grigor'evich Kussakin1972. Janiralata microphthalma ingår i släktet Janiralata och familjen Janiridae. Inga underarter finns listade i Catalogue of Life.